# Corgoloin
Corgoloin est une commune française située dans le département de la Côte-d'Or en région Bourgogne-Franche-Comté.
La gare de Corgoloin est desservie par le TER Bourgogne.
Corgoloin a accueilli la fête de la Saint-Vincent tournante les 29 et 30 janvier 2011.

## Géographie
Corgoloin est situé dans le bassin carrier de Comblanchien.
La production de cassis y était importante jusque dans les années 1970.
Aujourd'hui, Corgoloin compte beaucoup de vignerons, la commune étant située dans l'appellation côte-de-nuits villages.
La commune se situe au sud de la côte de Nuits. En fait, elle est la limite entre la côte de Nuits et la côte de Beaune.

### Climat
Pour des articles plus généraux, voir Climat de la Bourgogne-Franche-Comté et Climat de la Côte-d'Or.
En 2010, le climat de la commune est de type climat océanique dégradé des plaines du Centre et du Nord, selon une étude du Centre national de la recherche scientifique s'appuyant sur une série de données couvrant la période 1971-2000. En 2020, Météo-France publie une typologie des climats de la France métropolitaine dans laquelle la commune est dans une zone de transition entre le climat océanique altéré et le climat océanique altéré et est dans la région climatique  Bourgogne, vallée de la Saône, caractérisée par un bon ensoleillement (1 900 h/an), un été chaud (18,5 °C), un air sec au printemps et en été et des vents faibles. 
Pour la période 1971-2000, la température annuelle moyenne est de 11,1 °C, avec une amplitude thermique annuelle de 17,9 °C. Le cumul annuel moyen de précipitations est de 776 mm, avec 11 jours de précipitations en janvier et 7,2 jours en juillet. Pour la période 1991-2020, la température moyenne annuelle observée sur la station météorologique de Météo-France la plus proche, « Savigny Les Bea », sur la commune de Savigny-lès-Beaune à 8 km à vol d'oiseau, est de 11,9 °C et le cumul annuel moyen de précipitations est de 752,9 mm,. Pour l'avenir, les paramètres climatiques de la commune estimés pour 2050 selon différents scénarios d'émission de gaz à effet de serre sont consultables sur un site dédié publié par Météo-France en novembre 2022.

## Urbanisme

### Typologie
Au 1er janvier 2024, Corgoloin est catégorisée commune rurale à habitat dispersé, selon la nouvelle grille communale de densité à 7 niveaux définie par l'Insee en 2022.
Elle est située hors unité urbaine. Par ailleurs la commune fait partie de l'aire d'attraction de Beaune, dont elle est une commune de la couronne,. Cette aire, qui regroupe 64 communes, est catégorisée dans les aires de 50 000 à moins de 200 000 habitants,.

### Occupation des sols
L'occupation des sols de la commune, telle qu'elle ressort de la base de données européenne d’occupation biophysique des sols Corine Land Cover (CLC), est marquée par l'importance des territoires agricoles (80,6 % en 2018), en augmentation par rapport à 1990 (79,5 %). La répartition détaillée en 2018 est la suivante : 
terres arables (68,1 %), forêts (12,1 %), cultures permanentes (9,9 %), zones urbanisées (5,1 %), zones agricoles hétérogènes (2,7 %), zones industrielles ou commerciales et réseaux de communication (2 %), mines, décharges et chantiers (0,2 %). L'évolution de l’occupation des sols de la commune et de ses infrastructures peut être observée sur les différentes représentations cartographiques du territoire : la carte de Cassini (XVIIIe siècle), la carte d'état-major (1820-1866) et les cartes ou photos aériennes de l'IGN pour la période actuelle (1950 à aujourd'hui).

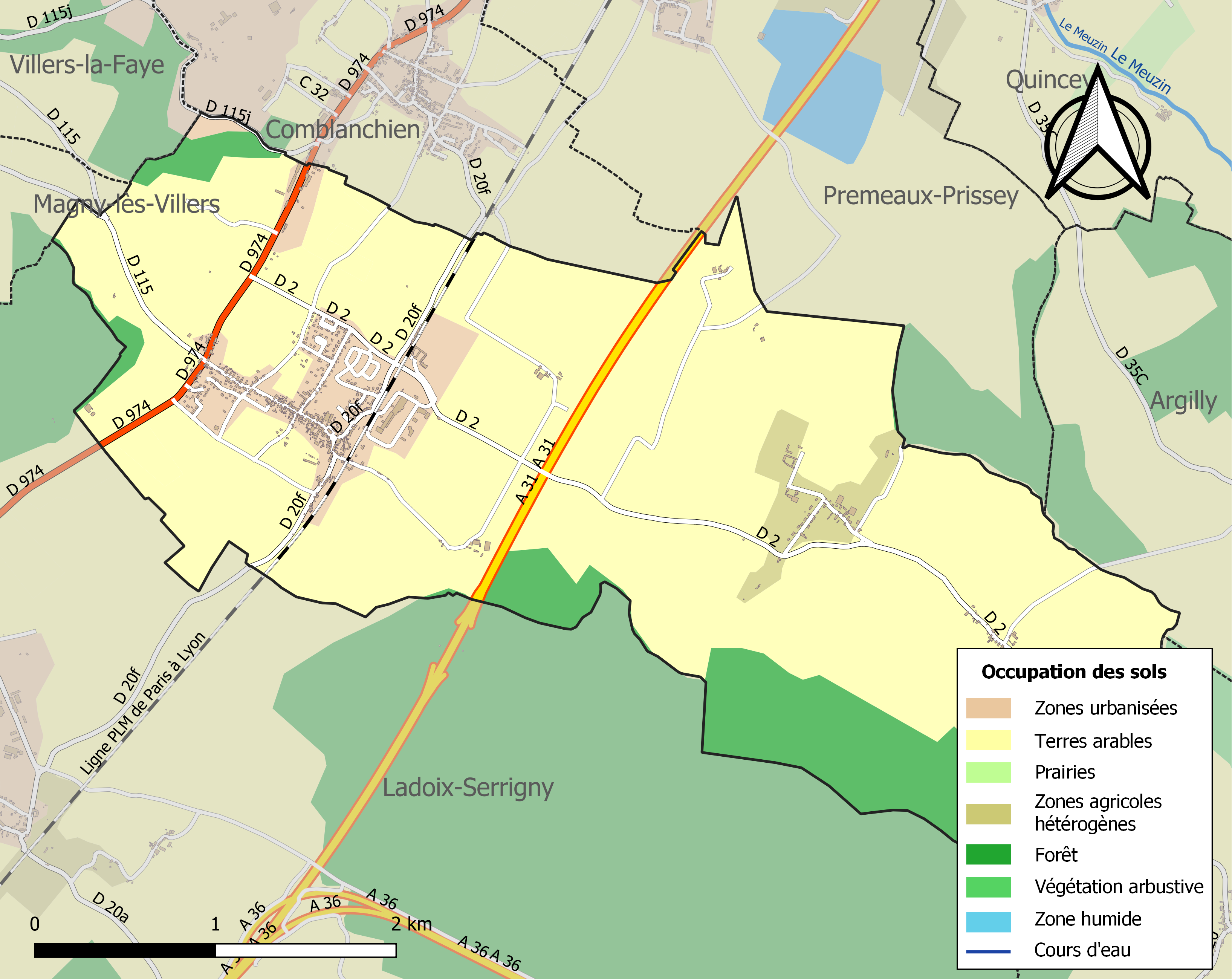
Carte des infrastructures et de l'occupation des sols de la commune en 2018 (CLC).

## Histoire
Au Moyen Âge, Corgoloin est le siège d'une seigneurie, on note la présence de la maison forte de Cussigny. Au XIVe siècle elle possède un cheptel destiné à la production de viande.

## Politique et administration
| Période                                  | Période      | Identité        | Étiquette | Qualité |
| ---------------------------------------- | ------------ | --------------- | --------- | ------- |
| avant 1981                               | mars 2008    | Bernard Caslani | DVG       |         |
| mars 2008                                | juillet 2017 | Jacky Moulin    |           |         |
| 2017                                     | En cours     | Dominique Véret |           |         |
| Les données manquantes sont à compléter. |              |                 |           |         |

## Démographie
L'évolution du nombre d'habitants est connue à travers les recensements de la population effectués dans la commune depuis 1793. Pour les communes de moins de 10 000 habitants, une enquête de recensement portant sur toute la population est réalisée tous les cinq ans, les populations de référence des années intermédiaires étant quant à elles estimées par interpolation ou extrapolation. Pour la commune, le premier recensement exhaustif entrant dans le cadre du nouveau dispositif a été réalisé en 2005.

En 2022, la commune comptait 968 habitants, en évolution de +8,04 % par rapport à 2016 (Côte-d'Or : +0,82 %, France hors Mayotte : +2,11 %).
| 1793 | 1800 | 1806 | 1821 | 1831 | 1836 | 1841 | 1846 | 1851 |
| ---- | ---- | ---- | ---- | ---- | ---- | ---- | ---- | ---- |
| 569  | 611  | 585  | 606  | 610  | 625  | 616  | 673  | 599  |

| 1856 | 1861 | 1866 | 1872 | 1876 | 1881 | 1886 | 1891 | 1896 |
| ---- | ---- | ---- | ---- | ---- | ---- | ---- | ---- | ---- |
| 594  | 627  | 714  | 772  | 803  | 816  | 816  | 712  | 831  |

| 1901 | 1906 | 1911 | 1921 | 1926 | 1931  | 1936 | 1946 | 1954 |
| ---- | ---- | ---- | ---- | ---- | ----- | ---- | ---- | ---- |
| 869  | 976  | 994  | 833  | 906  | 1 069 | 921  | 841  | 924  |

| 1962 | 1968 | 1975 | 1982 | 1990 | 1999 | 2005 | 2006 | 2010 |
| ---- | ---- | ---- | ---- | ---- | ---- | ---- | ---- | ---- |
| 962  | 977  | 951  | 854  | 893  | 900  | 969  | 959  | 921  |

| 2015 | 2020 | 2022 | - | - | - | - | - | - |
| ---- | ---- | ---- | - | - | - | - | - | - |
| 899  | 951  | 968  | - | - | - | - | - | - |

## Lieux et monuments
- Église Sainte-Anne.

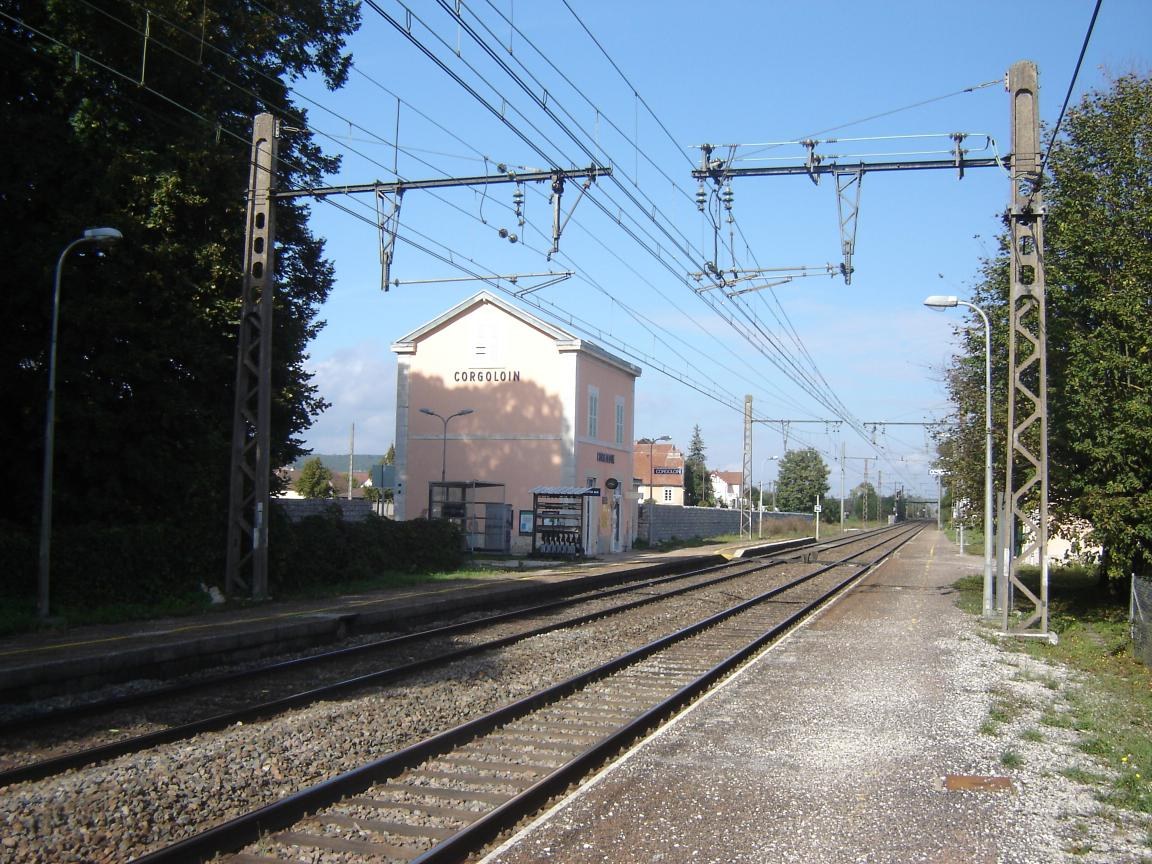
Gare SNCF de Corgoloin.

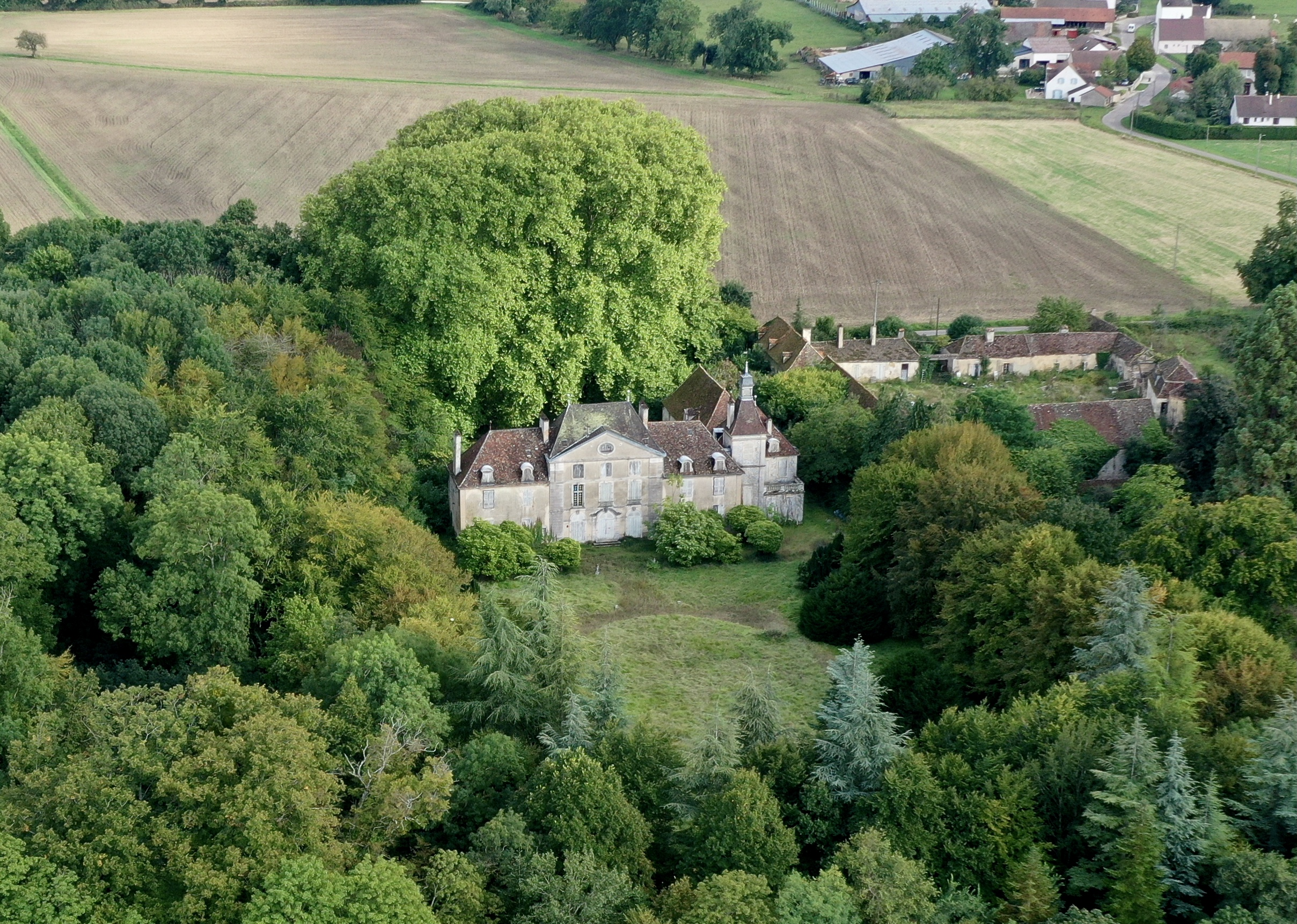
Château de Cussigny avant sa destruction par un incendie en juillet 2023

- Château de Cussigny - date de la 1re moitié du XVIIIe siècle - Privé - détruit par un incendie le 30 juillet 2023
- Château de Moux
- Château de La Chaume

## Personnalités liées à la commune
- Paul Joseph Boudier (1854 à Corgoloin-1908 à Corgoloin), haut fonctionnaire, préfet de l'Yonne, préfet de la Haute-Marne, préfet de la Corse, préfet de Saône-et-Loire, préfet de Haute-Vienne, régent de la Banque de France.

### Étienne Bazin
Étienne Bazin (Dijon 1903 - Corgoloin 1972) fut curé de Corgoloin de 1948 jusqu'à son décès. Né à Dijon d'une famille « bourguignonne », il entre à la congrégation des Oblats de Marie-Immaculée en 1922 et est ordonné prêtre en 1928. Un an plus tard, il embarque pour le Pôle Nord comme missionnaire, il vivra dix-sept années seul dans des conditions extrêmes parmi les Inuits (appelés alors Eskimos). En 1948, il est nommé en plein pays bourguignon comme curé de Corgoloin (la cure étant rue du Petit Paris), Comblanchien et Premeaux-Prissey. Il ne s'éternise pas dans la durée pour les offices religieux, messes, baptêmes, mariages, enterrements ou confessions qui sont rapidement expédiés au grand dam de certains. Il s'occupe beaucoup des jeunes, crée une troupe de Scouts et Louveteaux. Il est de fait l'aumônier de la troupe il demeure avec les enfants aux camps d'été ; camps d'été qu'il finance en partie de ses propres deniers. Il n'hésite pas à transporter les gamins entassés à sept ou huit dans sa 4 CV ou Dauphine.
Il lisait beaucoup et s'adonnait à la peinture. Il peignait des paysages nordiques, des scènes de la vie quotidienne des Inuits, scènes de chasse, troupeau de caribous, phoques sur la banquise. Il offrait ses œuvres à la vente au cours des kermesses paroissiales. 
Tous se souviennent de cet homme affable, son bureau était ouvert à tous; il aimait donner des surnoms aux enfants : « la cigogne » à celui de grande taille, « le cra » (corbeau) à celui qui était très bronzé, etc. Il n'hésitait pas à interrompre la messe ou son sermon pour mettre à genoux devant l'autel les enfants qui chahutaient dans son dos, non sans les avoir accompagnés tout en douceur d'un pinçon ou les tirant par l'oreille.
Lors des enterrements, il aimait à redescendre du cimetière jusqu'à l'église sur le corbillard assis à côté du cocher, auquel il demandait de mettre la jument au galop, avec les enfants de chœur derrière. Cela l'amusait et il savait que les servants étaient aux anges. Il était apprécié et respecté de tous, des athées, des anticléricaux purs et durs de l'époque du stalinisme et du post-stalinisme (années 1955-1960). En 1972, il meurt regretté de tous, même de ceux qui trouvaient que son apostolat n'était pas des plus orthodoxes. Chacun garde dans sa mémoire cet homme en soutane noire ou en hiver emmitouflé dans sa grosse canadienne, sa grand barbe et son éternelle pipe. Il repose au cimetière de Corgoloin aux côtés de sa sœur.

## Héraldique
| Blason | Blasonnement : De gueules à la fasce d'argent maçonnée de sable de trois tires, surmontée d'un huchet d'or et soutenue d'un pressoir du même sur un bâti d'argent. |